# 王世杰宅
王世杰宅位于安徽省黄山市歙县斗山街，已列为歙县文物保护单位。
王世杰宅建于民国前期，内部设有天井、敞廊、花榭等。